# Emerson Cole
Emerson Elvin Cole (* 10. Dezember 1927 in Carrier Mills, Illinois; † 4. Juni 2019 in Toledo, Ohio) war ein US-amerikanischer American-Football-Spieler. Er spielte drei Saisons auf der Position des Fullbacks in der National Football League (NFL).

## Karriere
Cole spielte von 1947 bis 1949 College Football an der University of Toledo für die Toledo Rockets. In allen drei Saisons wurde er zum All-Ohio gewählt. In seiner letzten Saison erzielte er 1.172 erlaufene Yards, ein Schulrekord, der bis 1984 hielt. Seine insgesamt 31 erlaufenen Touchdowns sind immer noch die sechstmeisten in der Geschichte der Rockets (Stand: 2016). Zum 100-jährigen Jubiläum der Rockets 2017 wurde Cole, der als erster großer Runningback der Rockets gilt, auf Platz 17 des All-Century Teams gewählt.
1950 wurde Cole von den Cleveland Browns als erster Schwarzer in der Franchisegeschichte im NFL Draft ausgewählt. Er war hinter Marion Motley der zweite Fullback und spielte zusätzlich im Punt- und Kickoff-Team, in der Goallinedefense und als Backup-Linebacker für die Browns. In seiner ersten Saison gewann Cole mit den Browns die Meisterschaft, nachdem sie die Los Angeles Rams im NFL Championship Game 1950 mit 30:28 schlugen. Nachdem sich Motley im Training Camp der Browns 1951 verletzt hatte, sollte Cole dessen Position einnehmen, kam jedoch nur auf 252 Yards in 46 Laufversuchen. Während des Training Camps der Bears 1953 wurde Cole entlassen.
Im Anschluss ging er ins Lucas County Sheriff’s Department. Später wechselte er ins Lucas County Welfare Department, von wo er für die Ohio Civil Rights Commission arbeitete. 1986 schied er aus dem Komitee aus. Er starb im Juni 2019 im Alter von 91 nach kurzer Krankheit.